# 2406-os mellékút (Magyarország)
A 2406-os számú mellékút egy négy számjegyű mellékút Nógrád és Heves vármegyékben, amely a 21-es főutat, illetve Pásztó térségét köti össze Gyöngyössel.

## Nyomvonala
Nógrád megye déli részén, a 21-es főút szurdokpüspöki csomópontjától indul, bár a főúttal nem kerül közvetlen kapcsolatba (csak áthalad fölötte, első métereivel), mert az átkötő ágak önállóan számozódnak. A csomópont négy átkötő ága: Budapest felől a 21 607-es, Salgótarján felé a 21 608-as, Salgótarján felől a 21 609-es, Budapest felé pedig a 21 610-es utak. Korábban a 21-esből szintben ágazott ki, majd miután a főút osztott pályás lett, különszintű csomópont létesült.
Keletnek indul, fél kilométer után eléri a Zagyva folyását, majd 1 kilométer után keresztezi a salgótarjáni vasutat is, Szurdokpüspöki vasútállomás mellett. 1,4 kilométer megtétele után ér be Szurdokpüspöki lakott területének déli részére, itt torkollik bele az észak felől érkező 2407-es út Pásztó belvárosa felől, és itt ágazik ki belőle, nagyjából az 1+900-as kilométerszelvény közelében, dél felé a 24 104-es számú mellékút, amely az egykori jobbágyi „csokoládégyár”, a 7405. számú titkos fegyver- és lőszergyár objektumának északi bejáratáig vezet.
Második kilométere környékén az út elhagyja Szurdokpüspöki házait; mintegy két kilométeren át Jobbágyi határán halad, majd miután eléri az előbbi két település és Gyöngyöspata hármashatárát, nem sokkal a negyedik kilométerén túljutva átlép ez utóbbi területére, és egyben Heves vármegyébe. Itt torkollik bele, a 10+600-as kilométerszelvénye előtt a 2402-es út dél felől, bő 15 kilométer megtétele után Lőrinci felől.
14. kilométere előtt átlép Gyöngyöstarján külterületére, de a település lakott részeit nem érinti, oda a 24 138-as út vezet, amely a 14+200-as kilométerszelvénye közelében ágazik ki belőle északkelet felé, majd vissza is torkollik ugyanide, 16,5 kilométer környékén. A 18-19. kilométere között egy szakaszon Gyöngyössolymos külterületén húzódik (nem érint itt lakott területet), majd beér Gyöngyös területére. Még külterületen, a 19+900-as kilométerszelvénye környékén kiágazik belőle észak felé a 24 137-es, a 21. kilométernél pedig – már az Észak-Kálváriapart városrészben – a 24 136-os út.
A 24-es főútba torkollva ér véget, annak az 1+100-as kilométerszelvénye előtt. Egyenes folytatása a gyöngyösi vasútállomásra vezető 24 312-es út. Az országos közutak térképes nyilvántartását szolgáló kira.gov.hu adatbázisa szerint a teljes hossza 21,429 kilométer.

## Története
1934-ben a kereskedelem- és közlekedésügyi miniszter 70 846/1934. számú rendelete a teljes hosszában harmadrendű főúttá nyilvánította, 211-es útszámozással. Ugyanígy szerepel egy dátum nélküli, feltehetőleg 1950 körül készült térképen is.